# Janet Craxton
Janet Helen Rosemary Craxton (* 17. Mai 1929 in London; † 18. Juli 1981 ebenda) war eine englische Oboistin.

## Leben
Die Tochter des Komponisten Harold Craxton studierte von 1945 bis 1948 an der Royal Academy of Music bei Helen Gaskell und danach bis 1949 am Conservatoire de Paris bei Pierre Bajeux. Sie war Erste Oboistin u. a. beim Hallé Orchestra, den London Mozart Players (1952–1954), beim BBC Symphony Orchestra (1954–1963), der London Sinfonietta (1969–1981) und am Royal Opera House (1979–1981).
Seit 1958 unterrichtete sie Oboe an der Royal Academy. 1968 gründete sie das London Oboe Quartet mit dem Geiger Perry Hart, dem Bratscher Brian Hawkins und dem Cellisten Kenneth Heath (nach Heath’ Tod mit Charles Tunnell). Das Quartett machte sich vor allem mit der Interpretation von Werken zeitgenössischer Komponisten einen Namen und vergab Kompositionsaufträge u. a. an Neil Sanders, Alan Rawsthorne, Oliver Knussen, John Exton und John McCabe. Janet Craxton war mit dem Pianisten und Komponisten Alan Richardson verheiratet. Ihr Bruder John Craxton wurde als Maler bekannt.